# Azille
Azille – miejscowość i gmina we Francji, w regionie Oksytania, w departamencie Aude. Przez gminę przepływa rzeka Aude. W 2013 roku jej populacja wynosiła 1192 mieszkańców. 

## Zabytki
Zabytki w Azille posiadające status Monument historique:
- Aqueduc de l'Étang de Jouarres
- Kaplica klarysek
- Kaplica Saint-Étienne de Vaissière
- Kościół Saint-Julien-et-Sainte-Basilisse
- Maison Cros